# Marcel Wuilleumier
Marcel Wuilleumier (ur. 22 czerwca 1909) – szwajcarski koszykarz, uczestnik Letnich Igrzysk Olimpijskich 1936 oraz Mistrzostw Europy 1935.
W 1935 roku wziął udział w Mistrzostwach Europy, gdzie jego reprezentacja zajęła czwarte miejsce. Rok później na igrzyskach w Berlinie wraz z kolegami z reprezentacji zajął ex aequo dziewiąte miejsce.